# Аркадий Аполлонович Семплеяров
Аркадий Аполлонович Семплеяров (фамилия от фр. слова simple — простой, заурядный, глупый)  — второстепенный персонаж романа «Мастер и Маргарита» Михаила Булгакова. Председатель акустической комиссии московских театров (на Чистых прудах).

## Описание персонажа
Интеллигентный, образованный и культурный человек, пожилой женатый мужчина, обладающий приятным баритоном.

## Роль в сюжете
Во время сеанса чёрной магии в театре Варьете он сидит в отдельной ложе со своей женой и дальней родственницей, начинающей и подающей надежды актрисой, приехавшей из Саратова, проживающей на квартире Аркадия Аполлоновича и его супруги. После фокусов, показанных на сцене приближёнными Воланда, он требует их немедленного разоблачения перед зрителями, особенно фокуса с денежными купюрами. Но вместо этого Коровьев разоблачает тайны самого Аркадия Аполлоновича, в частности, его любовные связи с молодыми актрисами. Весь зрительский зал узнаёт, что вчера вместо заседания акустической комиссии, которое и назначено-то не было, Аркадий Аполлонович отправился на Елоховскую улицу в гости к артистке разъездного районного театра Милице Андреевне Покобатько и провёл у неё около четырёх часов. А также про любовные связи с его племянницей, начинающей и подающей надежды актрисой, приехавшей из Саратова. После разоблачения Аркадия Аполлоновича племянница ударила его зонтиком по голове, и в последствии она была изгнана из его с супругой квартиры. В двадцать седьмой главе романа «Конец квартиры № 50» Семплеярова в числе прочих вызвали для допроса по делу о появлении неуловимой «банды» в Москве, где он подтвердил следователю, что как интеллигентный и культурный человек, был, будучи свидетелем безобразного сеанса в театре Варьете, описал таинственного мага в маске, а именно Воланда и двух его негодяев-помощников, которых прекрасно запомнил. В эпилоге романа говорится, что Семплеярова отправили заведовать грибнозаготовочным пунктом в Брянске, поскольку «не клеились» у Аркадия Аполлоновича дела с акустикой, и сколько ни старался он улучшить её, она какая была, такая и осталась.

## Происхождение персонажа
Одним из наиболее вероятных прототипов этого образа некоторые булгаковеды считают Авеля Сафроновича Енукидзе, секретаря Президиума ЦИК СССР и председателя Правительственной комиссии по руководству Большими и Художественными театрами, а также члена коллегии Наркомпроса РСФСР и Государственной комиссии по просвещению. Два последних учреждения находились на Чистых прудах, как и акустическая комиссия Семплеярова. Енукидзе, как и Семплеяров был неравнодушен к прекрасному полу, особенно к актрисам подведомственных театров, что и послужило одним из внешних поводов «за политическое и бытовое разложение» для его увольнения и ареста, завершившегося расстрелом в 1937 году. В качестве прототипа этого образа называли хорошего знакомого Булгакова, композитора и дирижёра Александра Афанасьевича Спендиарова. Ещё одним прототипом этого неприятного персонажа считается глава Наркомпроса РСФСР А.В.Луначарский, выступивший с резкой критикой «Дней Турбиных» и удостоился включения в составленный писателем «список врагов М.Булгакова по Турбиным», наряду с М.Кольцовым, В.Киршоном, А.Фадеевым, Ф.Раскольниковым и др.

## Образ Семплеярова в кинематографе
| Название           | Страна | Год  | Режиссёр        | В роли Семплеярова   | Примечания |
| ------------------ | ------ | ---- | --------------- | -------------------- | ---------- |
| Мастер и Маргарита | Польша | 1988 | Мацей Войтышко  | Юзеф Фрызьлевич      |            |
| Мастер и Маргарита | Россия | 2005 | Владимир Бортко | Валентин Смирнитский | телесериал |